# Brigitte Nielsen

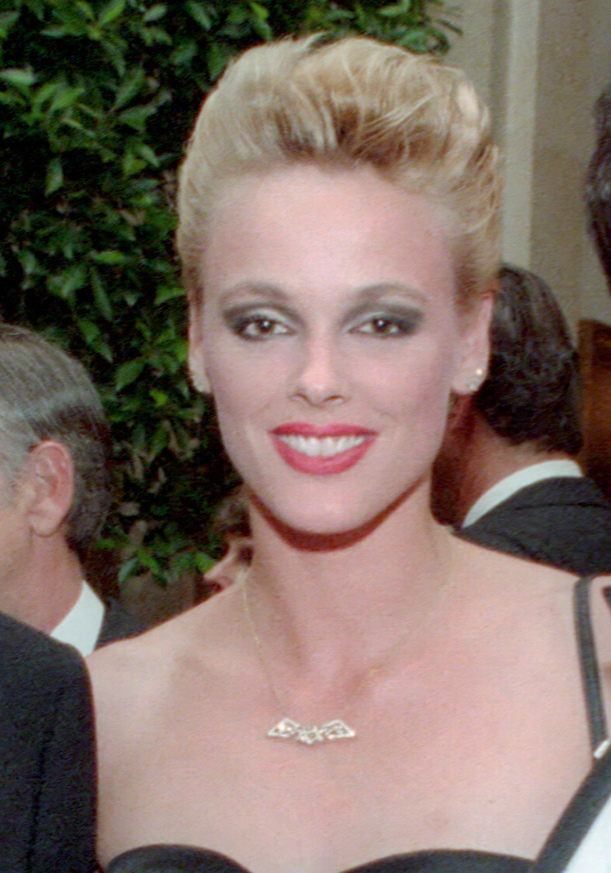
Brigitte Nielsen (1985)

Brigitte Nielsen, geboren als Gitte Nielsen, (Rødovre, 15 juli 1963) is een Deens model en actrice.
Nielsen werd vooral bekend door haar optredens in films uit de jaren 80, zoals Red Sonja, Rocky IV, Beverly Hills Cop II, en Cobra. Later zette ze haar carrière voort in het genre van de B-films en de realityseries. Ook had ze een bescheiden loopbaan als zangeres. In september 1985 was ze te zien in het blad Playboy.
Ze spreekt vloeiend Deens, Engels, Duits en Italiaans alsook redelijk Frans. Na een korte verbintenis met de Deense muzikant Kasper Winding trouwde ze in 1985 met acteur Sylvester Stallone. Dit huwelijk duurde achttien maanden. In 2006 hertrouwde ze voor de vijfde maal.

## Filmografie
- Red Sonja (1985)
- Rocky IV (1985)
- Cobra (1986)
- Beverly Hills Cop II (1987)
- Domino (1988)
- Bye Bye Baby (1988)
- Murder on the Moon (1989)
- The Double 0 Kid (1992)
- Fantaghirò (1992)
- Mission of Justice (1992)
- Chained Heat II (1993)
- Codename: Silencer (1995)
- Galaxis (1995)
- Snowboard Academy (1996)
- Doomsdayer (2000)
- Ronal Barbaren (2011) (stemrol)
- Eldorado (2012)
- Mercenaries (2014)
- Creed II (2018)
- The Experience (2019)